# 박병식
박병식(朴炳植, 1930년~2009년 12월)은 대한민국의 언어학자이다. 일본어와 한국어의 관계에 대한 여러 저서들을 남겼다.

## 저서
- 『일본어의 비극』(1986년)
- 「야마토 말의 기원과 고대 조선어」　(1986년)
- 「일본 원기 천황가의 비밀과 신해 「일본 서기」」(1987년)
- 「일본어의 발견 「만요집」이 읽어 왔다」(1987년)
- 『하케요이! 한글 일본어의 뿌리는 고대 한국어였다 송달 박사의 어원 강좌』(1987년)
- 『만엽집의 발견 『만엽집』은 한국어로 불렸다』 (1987년)
- 『스사노가 온 길 송달 박사의 방언 강좌·이즈모편』 (1988년)
- 『비야호는 말한다 말이 복원하는 일본의 고대사』 (1989년)
- 『 지워진 다씨 고사기 참을성 없는 자의 비사 』 (1991년)
- 『일본어의 뿌리는 고대 조선어였던 「우독」에 숨겨진 야마토 말의 기원』 (1991년)
- 『기기·만엽을 고대 조선어로 읽는 필독 시리즈
- 『박병식 일본 고대사를 베는』 (1991년)
- 『감본인 마로와 ‘임신의 난’의 그림자 만엽의 가성은 백제인이었다

## 참고 자료
- 西端幸雄『古代朝鮮語で日本の古典は読めるか』大和書房、1991